# Jatrophine
La jatrophine est un alcaloïde contenu dans le latex du jatropha curcas et qui est connue pour avoir des propriétés anti-tumorales.